# 크림슨 다이나모
크림슨 다이나모(영어: Crimson Dynamo, 러시아어: Багровый Динамо)는 마블 코믹스가 발행하는 만화책의 빌런이다.